# Морозов, Владимир Евгеньевич
Влади́мир Евге́ньевич Моро́зов (род. 1 ноября 1992, Потсдам, Бранденбург, Германия) — российский фигурист, выступавший в парном катании с Евгенией Тарасовой. Вместе они двукратные серебряные призёры Олимпийских игр в парном катании (2022) и командных соревнованиях (2018), двукратные чемпионы Европы (2017, 2018), двукратные серебряные (2018, 2019) и бронзовые (2017) призёры чемпионата мира, победители (2016) и бронзовые призёры (2018) финала Гран-при, трёхкратные серебряные (2019, 2020, 2022) и двукратные бронзовые (2015, 2016) призёры чемпионата Европы, трёхкратные чемпионы России (2018, 2019, 2021), серебряные призёры зимней Универсиады (2013), серебряные призёры юниорского чемпионата мира (2014), многократные призёры чемпионатов России и чемпионы России среди юниоров 2014 года. Заслуженный мастер спорта России (2017). Медаль ордена «За заслуги перед Отечеством» I и II степени (2018, 2022).
В 2022 году Украина ввела персональные санкции против Морозова за поддержку российского вторжения в Украину.
В ноябре 2023 года Владимир с партнёршей Евгенией Тарасовой объявили о завершении спортивной карьеры.

## Карьера

### Начальный этап
Владимир Морозов родился в ноябре 1992 года в Германии. Фигурным катанием начал заниматься с шести лет, тренировался в клубе «Вдохновение», в Москве. Первой его партнёршей стала Ирина Моисеева, с которой он выступал лишь на юниорских стартах. Начиная с сезона 2009—2010 годов, пара вошла в состав сборной России по фигурному катанию.
В 2011 году Морозов встал в пару с бывшей одиночницей Екатериной Крутских. Вскоре и эта пара распалась. Весной 2012 года Морозов начал кататься с Евгенией Тарасовой у нового тренера, бывшего украинского фигуриста Станислава Морозова, и пара вновь оказалась в составе сборной России. В сезоне 2012/2013 годов пара выиграла Кубок Варшавы, участвовала в обоих (юношеский и взрослый) чемпионатах России, где были вторыми и пятыми соответственно. На юношеском чемпионате мира в 2013 году пара оказалась на пятом месте. В 2013 году они выступали в финале юниорского Гран-при и остановились в шаге от пьедестала. После этого пара была включена в состав сборной на зимнюю Универсиаду в Италии. Спортсмены выступили достойно, улучшив все свои показатели и заняв второе место.
Однако на чемпионате России сказался жёсткий график стартов в декабре (третий за 3,5 недели). После короткой программы пара уверенно занимала третье место (попутно улучшив своё достижение), но в произвольной программе Владимир совершил два падения на прыжковых элементах, а в заключение уронил партнёршу с поддержки, и в произвольной программе они заняли последнее место. Через месяц пара выступила на юниорском первенстве России и выиграла его. Пара поехала на юниорский чемпионат мира в Болгарию, где сумела выиграть серебряные медали.

### Послеюниорский период
Осенью послеолимпийского года с парой начал работать вновь Андрей Хекало и пятикратный чемпион мира бывший немецкий фигурист Робин Шолковы. На первых же соревнованиях под их руководством в новом сезоне пара улучшила все свои достижения. Через месяц пара удачно дебютировала на взрослом Гран-при в Канаде, где они заняли третье место. Далее пара выступила на российском этапе Гран-при, где после короткой программы они шли вторыми (вновь улучшив спортивные показатели). На второй день Морозов совершил несколько падений в произвольной, однако пара сумела остаться на втором месте. На российском чемпионате в конце 2014 года пара после короткой программы шла на 3-м месте. Тем не менее, они превосходно откатали произвольную (которую выиграли) и по сумме мест оказались вице-чемпионами. Это способствовало включению их в состав сборной на европейский чемпионат в Стокгольм, на котором после короткой программы пара занимала пятое место, но успешно исполнив произвольную программу, дебютанты переместились на третью строчку в итоговом протоколе. Попутно были повышены достижения в произвольной программе и сумме. На чемпионате мира в Шанхае, который также стал для них дебютом, они заняли 6-е место, улучшив и все прежние спортивные достижения.
Новый сезон пара начала на турнире Мемориала Непелы, где заняли третье место. При этом они лидировали после короткой программы. В конце октября пара выступала на этапе серии Гран-при Skate Canada, где выиграли третье место; при этом пара улучшила все свои спортивные достижения. Далее пара выступала на этапе Гран-при Trophée Bompard, однако, после коротких программ, соревнования были отменены из соображений безопасности (в столице Франции произошла серия терактов). В начале декабря спортсмены выиграли на турнире в Загребе и улучшили свои прежние достижения в короткой программе. На национальном чемпионате фигуристы боролись за второе место, но, проиграв несколько сотых паре Кавагути/Смирнов, стали третьими. На европейское первенство в Братиславу фигуристы не попадали и были лишь запасными. Однако две лучшие российские пары не смогли из-за травм поехать на турнир, и фигуристы отправились на континентальный чемпионат, где повторили своё прошлогоднее достижение, став бронзовыми призёрами. В начале апреля в Бостоне на мировом чемпионате российская пара сумела занять пятое место. Были улучшены спортивные достижения в короткой программе и сумме.
Предолимпийский сезон пара начала в Словакии на Мемориале Непелы, который они уверенно выиграли. В середине октября российские фигуристы выступали на этапе Гран-при в Чикаго, где на Кубке Америки заняли третье место, при этом были улучшены достижения в короткой программе (после которой они шли на первом месте). В середине ноября фигуристы выступили на этапе Гран-при в Париже, где на турнире Trophée de France они финишировали на втором месте, при этом они превзошли свои прежние достижения в короткой программе и сумме. Это позволило им впервые выйти в финал Гран-при, который состоялся в Марселе. Во Франции, в самом финале, они сумели в упорной борьбе занять первое место, при этом были улучшены все прежние достижения. В конце декабря фигуристы выступили в Челябинске на чемпионате России, где в упорной борьбе уступили золотую медаль. В конце января пара в упорной борьбе на европейском чемпионате в Остраве, впервые стала чемпионами, при этом россияне улучшили все свои прежние достижения. В конце марта российские парники появились на мировом чемпионате в Хельсинки, где впервые выиграли медаль (бронзовую). При этом они в сумели способствовать завоеванию трёх путёвок для своей страны на Олимпийские игры. Через три недели после этого пара была отправлена на командный чемпионат мира, где они выступили относительно неудачно. При этом были завоёваны серебряные медали.

### Олимпийский сезон
В конце сентября российская пара начала новый олимпийский сезон в Оберстдорфе, где на турнире Небельхорн, они финишировали на первом месте. Через три недели россияне выступали в серии Гран-при на домашнем этапе, где пара стала победителями. При этом незначительно улучшили свои прежние достижения в произвольной программе. В середине ноября пара выступила на французском этапе Гран-при, где они заняли первое место. Это позволило им выйти в Финал Гран-при. На самом Финале в Нагое пара выступила не совсем удачно и заняла предпоследнее место, провалом была произвольная программа. На национальном чемпионате в середине декабря в Санкт-Петербурге пара в упорной борьбе впервые стала чемпионами. В Москве на континентальном чемпионате в середине января российская пара завоевала в упорной борьбе серебряные медали. В Москве на континентальном чемпионате в середине января российская пара завоевала в упорной борьбе второй раз подряд завоевала золотые медали. Они также превзошли своё прежнее достижение в произвольной программе.
На Олимпийских играх в Корее Владимир в составе команды атлетов-олимпийцев из России завоевал серебряную медаль в командных соревнованиях. Они выиграли короткую программу, но в произвольной были заменены. В индивидуальных соревнованиях среди спортивных пар Тарасова и Морозов в короткой программе заняли второе место и установили новый личный рекорд — 81,68 балла, от лидеров, китайской пары Суй Вэньцзин и Хань Цун, их разделяло 0,71 балла. В произвольной программе они получили 143,25 балла, и в итоге заняли четвёртое место с суммой баллов 224,93.
На чемпионате мира в Милане пара завоевала серебряные медали.

### Сезон 2018—2019
В новом цикле стали тренироваться под руководством Максима Транькова. Нина Мозер выступала в качестве консультанта спортсменов.
Сезон пара начала в Эспоо на турнире Finlandia Trophy, где одержала победу. Победив на двух этапах Гран-при — в США и России, Тарасова и Морозов отобрались в финал и стали бронзовыми призёрами, уступив французской паре Ванесса Джеймс и Морган Сипре и китайцам Пэн Чэн и Цзинь Ян. На чемпионате России в Саранске пара второй год подряд стала первой. В Минске, на первенстве Европы 2019 года, они завоевали серебряные медали чемпионата, уступив чемпионский титул французскому дуэту. На чемпионате мира Тарасова и Морозов лидировали после короткой программы с мировым рекордом, но в произвольной уступила китайскому дуэту Суй Вэньцзин и Хань Цун, которые установили мировой рекорд в произвольной программе и по сумме баллов, в итоге Тарасова и Морозов завоевали серебряную медаль.

### Сезон 2019—2020
В сезоне 2019—2020 тренером пары была Марина Зуева, а Нина Мозер и Максим Траньков тренерами-консультантами. Первыми соревнованиями для Тарасовой и Морозова стали турнир U.S. Classic, где они взяли серебро. На этапах серии Гран-при были завоёваны в Канаде бронзовая медаль и в России серебряная медаль, при этом они не смогли отобраться в финал серии Гран-при. На чемпионате России завоевали серебряную медаль, уступив Александре Бойковой и Дмитрию Козловскому 0,47 балла, при этом в короткой программе Тарасова и Морозов заработали 83,91 балла, что выше мирового рекорда китайской пары Суй Вэньцзин и Хань Цун (81,27 балла), но баллы полученные на национальных турнирах не учитываются. На чемпионате Европы Тарасова и Морозов завоевали серебряные медали и отобрались на чемпионат мира-2020, который не состоялся из-за пандемии коронавируса.

### Сезон 2020—2021
В сентябре 2020 года должны были выступить на первом этапе Кубка России в Сызрани, но пропустили этот турнир из-за коронавируса у партнёра, второй этап они также пропустили. В ноябре выступили на четвёртом этапе Кубка России, где завоевали серебряную медаль. 30 ноября стало известно, что они пропустят пятый этап из-за пневмонии у партнёрши.
В декабре выступили на чемпионат России, проходившем в городе Челябинске, где заняли первое место, получив в короткой программе 80,65 балла, в произвольной программе 147,58 балла и по сумме баллов 228,23. Тарасова и Морозов третий раз в своей карьере взяли золото национального чемпионата.
В начале феврале пара приняла участие в коммерческом турнире Кубке Первого канала. Спортсмены попали в команду олимпийской чемпионки Алины Загитовой «Красная машина», которая в итоге победила в общем зачёте. 28 февраля завоевали золотые медали на турнире Challenge Cup, проходившем в Гааге (Нидерланды).
На чемпионате мира в Стокгольме Тарасова и Морозов в короткой программе были четвёртыми, в произвольной — третьими, но по сумме баллов остались на четвёртом месте.
В апреле 2021 года Федерация фигурного катания России сообщила, что Евгения Тарасова и Владимир Морозов будут готовиться к новому олимпийскому сезону под руководством тренера Этери Тутберидзе и Максима Транькова. Позже к подготовке фигуристов присоединились пермский тренер Павел Слюсаренко и чемпион мира и Европы в парном катании   Алексей Тихонов.

### Сезон 2021—2022
16 августа 2021 года фигуристы Евгения Тарасова и Владимир Морозов заняли первое место на предсезонном турнире Cranberry Cup в Бостоне (США), обогнав соперников и в короткой (75,97) и в произвольной (151,66) программах с общим результатом 227,63 балла. По результатам произвольной программы фигуристы улучшили личный рекорд на 4,4 балла.
В сентябре 2021 года фигуристы стали победителями первого этапа Кубка России по фигурному катанию, проводившемся в Сызрани. Лидировали после короткой программы, стали сильнейшими и в произвольной, по сумме двух программ спортсмены получили 222,61 балла.
В октябре 2021 года спортсмены лидировали после короткой программы на международном турнире серии «Челленджер» Finlandia Trophy с 78,33 баллами. В результате Евгения Тарасова и Владимир Морозов получили серебряные медали турнира, набрав в произвольной 135,39 балла и 213,72 балла в сумме за обе программы.
В конце октября 2021 года в Лас-Вегасе на первом этапе серии Гран-при Евгения Тарасова и Владимир Морозов после исполнения короткой программы улучшили личный рекорд в сезоне и получили за прокат 80,36 балла, опередив соперников. Несмотря на помарки в произвольной программе, спортсмены сохранили лидерство и набрали 142,14 балла. С итоговым результатом 222,50 балла фигуристы стали победителями Skate America.
В ноябре фигуристы приняли участие в четвёртом этапе серии Гран-при NHK Trophy в Токио. После короткой программы остались недовольны катанием из-за ошибки Евгении при исполнении тройного тулупа. Все остальные элементы фигуристы выполнили и получили за прокат 75,78 балла, расположившись на втором промежуточном месте. В произвольной программе спортсмены безошибочно исполнили параллельный тройной сальхов, но допустили ошибки при исполнении каскада и на выбросах, набрали 137,49 балла и заняли второе место. По сумме двух программ Евгения Тарасова и Владимир Морозов заработали 213,72 балла и стали серебряными призёрами турнира.
В конце ноября фигуристы победили на международном турнире, входящем в серию «Челленджер» Warsaw Cup. Практически чисто откатали обе программы, допустив лишь помарки, которые не помешали занять лидирующие позиции. В первый соревновательный Евгения и Владимир день набрали 79,76 балла, во второй 148,73 и завоевали золотые медали с общей суммой 228,49 балла.
В декабре выступили на чемпионате России. После короткой программы расположились на промежуточном третьем месте с результатом 78,68 баллов. В произвольной программе расположились также на третьем месте с 149,52 баллов. По сумме двух программ набрали 228,20 баллов и стали бронзовыми призёрами чемпионата.
В январе 2022 года фигуристы выступили на чемпионате Европы, проводившемся в Таллине. После короткой программы расположились на промежуточном втором месте с 81,58 баллов. В произвольной программе расположились также на втором месте с 154,85 баллов. По сумме двух программ набрали 236,43 баллов, что было на тот момент их личным рекордом, и стали серебряными призёрами чемпионата.
На зимних Олимпийских играх 2022 года в Пекине Евгения и Владимир блестяще справились с короткой программой в индивидуальных соревнованиях. Не допустив ни единой помарки, они получили за неё 84.25 балла и тем самым в очередной раз в сезоне установили новый личный рекорд. Пара расположилась в турнирной таблице на промежуточном втором месте, отстав от лидировавшей китайской пары Суй Вэньцзин / Хань Цун всего на 0,16. В произвольной программе Тарасова и Морозов показали своё лучшее катание.  За компоненты они получили от судей самые высокие оценки. Двое из девяти членов судейской коллегии поставили паре максимальные 10,00 в категориях "Performance" и "Interpretation of the Music". Судья из Канады таким же образом оценила и "Composition".  Технически прокат был безошибочным. Все парные элементы спортсмены выполнили на четвёртый уровень сложности и   получили за прокат 155 баллов, уступив хозяевам льда только 0,47.  Этот результат стал ещё одним личным рекордом пары в произвольной программе. По сумме оценок за обе программы спортсмены тоже установили собственный рекорд: 239,25 балла. Это принесло им серебряные медали и звание вице-чемпионов зимних Олимпийских игр в Пекине в парном катании.

### Сезон 2022—2023
22—23 октября 2022 года Евгения и Владимир участвовали в первом этапе Гран-при России «Золотой конек Москвы» (в прошлые годы эта серия соревнований проходила под названием Кубка России). За блестящий прокат короткой программы, поставленной под композицию Ave Maria в исполнении Audiomachine, фигуристы получили 86,08 балла и вышли в лидеры. В произвольной программе, которую решили не менять после олимпийского сезона, они допустили ряд ошибок и с результатом 134,99 расположились на второй строчке в турнирной таблице, проиграв московским фигуристам Наталье Хабибуллиной и Илье Княжуку. По сумме за две программы Евгения и Владимир набрали 221,07 балла и взяли серебро первого этапа.
5 ноября 2022 года на третьем этапе Гран-при России «Идель 2022», проходившем в Казани, родном городе Евгении Тарасовой, пара выполнила короткую программу с одной ошибкой на параллельном прыжке и получила 78,80 балла. На следующий день Евгения и Владимир превосходно справились с произвольной программой, выиграв её с результатом 157,56. По общей сумме они набрали 236,36 балла и завоевали золотые медали третьего этапа Гран-при России, первыми из спортивных пар отобравшись в финал серии.
4 декабря 2022 года стали участниками первого в истории фигурного катания Чемпионата России по прыжкам. Пара выступала в командном турнире за команду Этери Тутберидзе, соревнуясь с парами Александра Бойкова / Дмитрий Козловский (команда Алексея Мишина) и Анастасия Мишина / Александр Галямов (команда Евгения Плющенко). Тарасова и Морозов чисто исполнили все элементы, входящие в соревновательную программу парников (параллельный прыжок, подкрут, два разных выброса). За исполнение четверного подкрута, который относится к элементам ультра-си, пара получила 8,36 балла. За выполненный синхронно тройной тулуп 4,62 балла. Первым выбросом Тарасовой / Морозова на этом турнире был тройной риттбергер. Судьи оценили его в 7 баллов. Вторым выбросом пары стал тройной флип. Пара получила за него максимальные 7,95 баллов. По итогам турнира команда Этери Тутберидзе заняла второе место. Евгения Тарасова и Владимир Морозов вместе с сокомандниками получили серебряные медали и чек на сумму 3000 000 р.
В Красноярске на  Чемпионате России по фигурному катанию 2023,  одиннадцатом в карьере для этой пары, были третьими в короткой программе. В произвольной попробовали новый для себя элемент: секвенцию из тройного тулупа, двойного акселя и двойного тулупа. Допустили в нем ошибку, но по итогам второго дня соревнований среди спортивных пар стали вновь третьими и завоевали бронзу. Эта медаль стала девятой в карьере Тарасовой и Морозова за период одиннадцатилетнего непрерывного участия в Чемпионатах России.
В январе 2023 года вновь успешно приняли участие в Кубке Первого канала, выступая за команду "Красная машина", которая в третий раз стала победителем этого  турнира.
4 и 5 марта  выступили на финале Гран-При России, проходившем в Санкт-Петербурге. За безошибочно исполненную короткую программу получили 83,68 балла.  В произвольной допустили несколько ошибок и набрали за неё 142,13 балла. В  сумме за обе программы спортсмены получили 225,81  балла и завоевали бронзовые медали.
В ноябре 2023 года Владимир с партнершей Евгенией Тарасовой объявили о завершении спортивной карьеры.

## Общественная деятельность
18 марта 2022 года вместе с партнёршей Евгенией Тарасовой присутствовал в «Лужниках» на митинг-концерте в честь годовщины аннексии Крыма Россией под названием «Za мир без нацизма! Zа Россию! Zа Президентa». В декабре 2022 года Верховная Рада Украины ввела персональные санкции против Морозова за поддержку российского вторжения в Украину.

## Программы
| Сезон     | Короткая программа                                                                               | Произвольная программа | Показательные номера                                                                                       |
| --------- | ------------------------------------------------------------------------------------------------ | --- | --- |
| 2022–2023 | - «Ave Maria» Франц Шуберт в исполнении Audiomachine                                             | - «Lighthouse» Патрик Уотсон хореограф-постановщик Даниил Глейхенгауз                                                                         | - «Сансара» Баста, Скриптонит, Диана Арбенина, Александр Ф. Скляр, Сергей Бобунец - «Chess» Андерс Эльяс   |
| 2021—2022 | - «Metamorphosis Two» Филип Гласс - «Experience» Людовико Эйнауди - «Clair de Lune» Клод Дебюсси | - «Lighthouse» Патрик Уотсон хореограф-постановщик Даниил Глейхенгауз                                                                         | - «My Heart Will Go On» Селин Дион (из фильма «Титаник»)                                                   |
| 2020—2021 | - «Bolero» Морис Равель хореограф-постановщик Массимо Скали                                      | - «Adagio» Димаш Кудайберген | - «Sos Dun Terrien En Detresse» Димаш Кудайберген                                                          |
| 2019—2020 | - «Bolero» Морис Равель хореограф-постановщик Массимо Скали                                      | - «Ti amo» Умберто Тоцци хореограф-постановщик Чарли Уайт                                                                                     | - «Sos Dun Terrien En Detresse» Димаш Кудайберген                                                          |
| 2018—2019 | - «Концерт для фортепиано № 2» Сергей Рахманинов - «I Got You (I Feel Good)» Джеймс Браун        | - «The Winter» Balmorhea | - «Why Don't You Do Right?» Чайна Мозес - «Nobody Home» в исполнении Лондонского филармонического оркестра |
| 2017—2018 | - «Концерт для фортепиано № 2» Сергей Рахманинов                                                 | - «Candyman» Кристина Агилера | - «How Long» Лайонел Ричи - «Ordinary People» Джон Ледженд                                                 |
| 2016—2017 | - «Glam (Electro Swing Remix)» Dimie Cat                                                         | - «Music» John Miles | - «Ordinary People» Джон Ледженд                                                                           |
| 2015—2016 | - «Lord of the Dance» Ронан Хардиман> хореограф-постановщик Алла Капранова                       | - «Ноктюрн №2 оп. 9 в ми-бемоль мажоре» - «Prélude, Op. 28. No. 4» - «Революционный этюд» Фридерик Шопен хореограф-постановщик Алла Капранова | - «I Guess I Loved You» Лара Фабиан                                                                        |
| 2014—2015 | - «Sarabande Suite (Aeternae)» Globus хореограф-постановщик Максим Траньков                      | - «Hello» Лайонел Ричи в исполнении Лондонского симфонического оркестра хореограф-постановщик Максим Траньков                                 | - «I Guess I Loved You» Лара Фабиан                                                                        |
| 2013—2014 | - «El Tango de Roxanne» (из мюзикла «Мулен Руж!»)                                                | - «Aria» Иоганн Себастьян Бах - «Времена года» Антонио Вивальди                                                                               | - «Как упоительны в России вечера» Белый орёл                                                              |
| 2012—2013 | - «Liquidation»                                                                                  | - «Phantom of the Opera on Ice» Роберто Данова                                                                                                | - «Phantom of the Opera on Ice» Роберто Данова                                                             |

## Спортивные достижения

### с Евгенией Тарасовой
| Соревнования                             | 12/13                        | 13/14                        | 14/15                        | 15/16                        | 16/17                        | 17/18                        | 18/19                        | 19/20                        | 20/21                        | 21/22                        | 22/23                        |
| Международные индивидуальные             | Международные индивидуальные | Международные индивидуальные | Международные индивидуальные | Международные индивидуальные | Международные индивидуальные | Международные индивидуальные | Международные индивидуальные | Международные индивидуальные | Международные индивидуальные | Международные индивидуальные | Международные индивидуальные |
| ---------------------------------------- | ---------------------------- | ---------------------------- | ---------------------------- | ---------------------------- | ---------------------------- | ---------------------------- | ---------------------------- | ---------------------------- | ---------------------------- | ---------------------------- | ---------------------------- |
| Зимние Олимпийские игры                  |                              |                              |                              |                              |                              | 4                            |                              |                              |                              | 2                            |                              |
| Чемпионаты мира                          |                              |                              | 6                            | 5                            | 3                            | 2                            | 2                            |                              | 4                            |                              |                              |
| Чемпионаты Европы                        |                              |                              | 3                            | 3                            | 1                            | 1                            | 2                            | 2                            |                              | 2                            |                              |
| Финалы Гран-при                          |                              |                              |                              |                              | 1                            | 5                            | 3                            |                              |                              | C                            |                              |
| Этапы Гран-при. Rostelecom Cup           |                              |                              | 2                            |                              |                              | 1                            | 1                            | 2                            |                              |                              |                              |
| Этапы Гран-при. Skate Canada             |                              |                              | 3                            | 2                            |                              |                              |                              | 3                            |                              |                              |                              |
| Этапы Гран-при. Internationaux de France |                              |                              |                              | отм.                         | 2                            | 1                            |                              |                              |                              |                              |                              |
| Этапы Гран-при. Skate America            |                              |                              |                              |                              | 3                            |                              | 1                            |                              |                              | 1                            |                              |
| Этапы Гран-при. NHK Trophy               |                              |                              |                              |                              |                              |                              |                              |                              |                              | 2                            |                              |
| Челленджеры. Finlandia Trophy            |                              |                              |                              |                              |                              |                              | 1                            |                              |                              | 2                            |                              |
| Челленджеры. U.S. Classic                |                              |                              |                              |                              |                              |                              |                              | 2                            |                              |                              |                              |
| Челленджеры. Nebelhorn Trophy            |                              |                              | 2                            |                              |                              | 1                            |                              |                              |                              |                              |                              |
| Челленджеры. Warsaw Cup                  |                              |                              |                              |                              |                              |                              |                              |                              |                              | 1                            |                              |
| Челленджеры. Мемориал Ондрея Непелы      |                              |                              |                              | 3                            | 1                            |                              |                              |                              |                              |                              |                              |
| Челленджеры. Золотой конёк Загреба       |                              |                              |                              | 1                            |                              |                              |                              |                              |                              |                              |                              |
| Cranberry Cup                            |                              |                              |                              |                              |                              |                              |                              |                              |                              | 1                            |                              |
| International Challenge Cup              |                              |                              |                              |                              |                              |                              |                              |                              | 1                            |                              |                              |
| Warsaw Cup                               | 1                            |                              |                              |                              |                              |                              |                              |                              |                              |                              |                              |
| Зимние Универсиады                       |                              | 2                            |                              |                              |                              |                              |                              |                              |                              |                              |                              |
| Международные командные                  |                              |                              |                              |                              |                              |                              |                              |                              |                              |                              |                              |
| Зимние Олимпийские игры                  |                              |                              |                              |                              |                              | 2                            |                              |                              |                              |                              |                              |
| Командные чемпионаты мира                |                              |                              |                              |                              | 2                            |                              |                              |                              |                              |                              |                              |
| Национальные                             |                              |                              |                              |                              |                              |                              |                              |                              |                              |                              |                              |
| Чемпионаты России                        | 5                            | 8                            | 2                            | 3                            | 2                            | 1                            | 1                            | 2                            | 1                            | 3                            | 3                            |
| Этапы Кубка России. I этап               |                              |                              |                              |                              |                              |                              |                              |                              |                              | 1                            |                              |
| Этапы Кубка России. II этап              |                              | 2 юн.                        |                              |                              |                              |                              |                              |                              |                              |                              |                              |
| Этапы Кубка России. IV этап              |                              |                              |                              |                              |                              |                              |                              |                              | 2                            |                              |                              |
| Этапы Гран-при России. I этап            |                              |                              |                              |                              |                              |                              |                              |                              |                              |                              | 2                            |
| Этапы Гран-при России. III этап          |                              |                              |                              |                              |                              |                              |                              |                              |                              |                              | 1                            |
| Национальные командные                   |                              |                              |                              |                              |                              |                              |                              |                              |                              |                              |                              |
| Кубок Первого канала                     |                              |                              |                              |                              |                              |                              |                              |                              | 1                            | 1                            | 1                            |
| Чемпионат России по прыжкам              |                              |                              |                              |                              |                              |                              |                              |                              |                              |                              | 2                            |
| Международные среди юниоров              |                              |                              |                              |                              |                              |                              |                              |                              |                              |                              |                              |
| Чемпионаты мира среди юниоров            | 5                            | 2                            |                              |                              |                              |                              |                              |                              |                              |                              |                              |
| Финалы юниорского Гран-при               |                              | 4                            |                              |                              |                              |                              |                              |                              |                              |                              |                              |
| Первенство России среди юниоров          | 2                            | 1                            |                              |                              |                              |                              |                              |                              |                              |                              |                              |
| Этапы юниорского Гран-при. Хорватия      | 5                            |                              |                              |                              |                              |                              |                              |                              |                              |                              |                              |
| Этапы юниорского Гран-при. Германия      | WD                           |                              |                              |                              |                              |                              |                              |                              |                              |                              |                              |
| Этапы юниорского Гран-при. Эстония       |                              | 3                            |                              |                              |                              |                              |                              |                              |                              |                              |                              |
| Этапы юниорского Гран-при. Латвия        |                              | 2                            |                              |                              |                              |                              |                              |                              |                              |                              |                              |

### с Екатериной Крутских
| Соревнования                       | 11/12                       |
| Международные среди юниоров        | Международные среди юниоров |
| ---------------------------------- | --------------------------- |
| Этапы юниорского Гран-при, Эстония | 8                           |
| Этапы юниорского Гран-при, Латвия  | 6                           |
| Кубок Варшавы (юниоры)             | 3                           |
| Национальные                       |                             |
| Первенство России среди юниоров    | WD                          |

### с Ириной Моисеевой
| Соревнования                      | 07/08                       | 08/09                       | 09/10                       |
| Международные среди юниоров       | Международные среди юниоров | Международные среди юниоров | Международные среди юниоров |
| --------------------------------- | --------------------------- | --------------------------- | --------------------------- |
| Юниорский Трофей в Рейн-Вестфалии |                             |                             | 1                           |
| Кубок Варшавы (юниоры)            | 1                           | 1                           | 2                           |
| Юниорский Кубок Нестле            |                             | 1                           |                             |
| Национальные                      |                             |                             |                             |
| Первенство России среди юниоров   |                             |                             | 10                          |

## Награды и звания
- Заслуженный мастер спорта России (2017 год)[97].
- Медаль ордена «За заслуги перед Отечеством» I степени (2018) — за высокие спортивные достижения на XXIII Олимпийских зимних играх 2018 года в городе Пхенчхане (Республика Корея), проявленные волю к победе, стойкость и целеустремленность[98].
- Медаль ордена «За заслуги перед Отечеством» II степени (2022) — за высокие спортивные достижения, волю к победе, стойкость и целеустремленность, проявленные на XXIV Олимпийских зимних играх 2022 года в городе Пекине (Китайская Народная Республика)[99].
- Медаль ордена «За заслуги перед Республикой Татарстан» (2022) — за достижение высоких спортивных результатов на XXIV Олимпийских зимних играх 2022 года в городе Пекине (КНР)[100].